# فاندا ثلاثية الألوان
فاندا ثلاثية الألوان (الاسم العلمي:Vanda tricolor) هي نوع من النباتات تتبع جنس الفاندا من الفصيلة السحلبية.